# James Hall (atleta)
James Stanton Hall (2 gennaio 1903 – Calcutta, 20 maggio 1929) è stato un velocista indiano.
Ha partecipato ai Giochi di Parigi 1924 e di Amsterdam 1928, gareggiando in vari eventi di velocità.